# バリークロイ国立公園
バリークロイ国立公園（バリークロイこくりつこうえん、愛: Páirc Náisiúnta Bhaile Chruaich、英: Ballycroy National Park）、現名ワイルド・ネフィン国立公園（ワイルド・ネフィンこくりつこうえん、英: Wild Nephin National Park）はアイルランドのメイヨー県北西部にある。一帯はエリス（愛: Iorras）のオーウェンダフ／ネフィン山脈地域に位置し、1998年11月1日に国立公園として設立された。のちに指定範囲拡大の上、元のバリークロイの範囲を大きく超えたため、2018年に「ワイルド・ネフィン国立公園」に改名した。
117.79km2の泥炭地はヨーロッパ最大の1つであり、枯れた植物がブランケット状に堆積した、大西洋岸特有の湿地から成り立つ。独得の生息地として多様な植物相と動物相が観察される。当園は特別保護地区であり、 Natura2000ネットワークに属する。オーウェンダフ/ネフィン構造体として知られる地域の一部であり、保全特別区 (cSAC)の候補にあがっている。

## 国立公園の成り立ち
欧州連合生息地指令（92/43/EEC）は1997年にアイルランド法に置き換えられ、記載された特定の生息地と種はアイルランド政府がSACに指定の上、保護を確実にする必要があると示している。これらの生息地には枯れた植物が厚く積み重なった湿原が含まれる。バリークロイの湿原は包括的な生息地として西ヨーロッパに残された最大の例の1つである点は特に重要である。当園は1998年11月1日に国立公園の認可を受け、1954年の州財産法の下で管理されている。

## 特徴
生息地として公園を構成する要素は湿原と崖、川である。湿原はヨーロッパに残された最大の泥炭地の1つで、ヤチラン、ヤチスギランなど希少種の植物を含むさまざまな種にニッチを提供する。したがってその保全は国際的に重要である。オーウェンダフ川は西ヨーロッパで唯一、比較的古い時代から人の手が入っていない河川として重要な自然保護区域であり、大規模な湿地環境を排水する役割を果たし、また非常に多くのタイセイヨウサケとブラウントラウトも生息している。オーウェンダフ川流域は1986年にラムサール条約登録地となった。
オーウェンダフ地域は欧州連合の鳥類指令の保護種でグリーンランドから渡ってくるマガンほか多くの種の渡り鳥にとって重要な生息地であり、繁殖を行いねぐらと食べ物を得る場所である。公園指定地内で見つかった珍しい種はほかにカラフトライチョウ、ヨーロッパムナグロ、オオハクチョウ、ハヤブサ、ウズラクイナなどがいる。
公園のビジターセンターは2009年に開館し、床面積700m2の建物からバリークロイ村ごしに大西洋を見渡せる。夏の観光シーズンには無休で営業する。

### 指定の拡張：「ネフィンを野生に」
当園に隣接する針葉樹林は2017年、製材会社カイルタ Coillte管理地4,000ヘクタール (40 km2)を国立公園の11,000ヘクタール (110 km2)に組みこんでいる。一帯の管理を国立公園野生生物局（NPWS）に移行する準備が進み、自然の復原の実現可能性が示唆されている。この一帯はかつて林業用地として林道を張り巡らし、マツやトウヒ属の植林と伐採を進めていた。